# ボバンとレクサス
ボバンとレクサス（ロシア語：Владимир Александрович Кузнецов 英語: Vovan and Lexus、ヴォヴァンとレクサスとも）は、ロシアのコメディアンであるウラジーミル・クズネツォフ（Vladimir Kuznetsov）とアレクセイ・ストリャロフ（Aleksei Stolyarov）の2人組。他人になりすまして著名人へイタズラ電話を掛け、その内容をインターネットに投稿する活動で知られている。

## 概要

### ボバンによる政治家へのいたずら
2011年ロシア下院選挙が物議を醸した後、ボバンはアルカジー・ドヴォルコーヴィチ副首相を名乗って中央選挙管理委員会のウラジーミル・チューロフ委員長に電話を掛け、ドミトリー・メドヴェージェフ大統領が自分を解任するつもりであるとチュローフを説得しかけたことにより、ボバンは世間の注目を集めるようになった。。2012年6月には、ロシアのスポーツ大臣であるヴィタリー・ムトコに電話を掛け、アスリートたちの泥酔行為について謝罪するように説得した。

### コンビの結成
2014年からボバンとレクサスは共に活動するようになった。 彼らはジョージアの政治家であるミヘイル・サアカシュヴィリを名乗ってモルドバ大統領のニコラエ・ティモフティに電話を掛けたほか、アメリカのKevin McNeely将軍とも会話した。その際、ボバンはウクライナ内務大臣のアルセン・アバコフと名乗っている。McNeelyはウクライナ紛争に関して、米国の軍事援助情報を2人に開示した。

### エルトン・ジョンへのいたずら
2015年9月、ボバンとレクサスはイギリスのミュージシャンであるエルトン・ジョンにいたずら電話を掛けた。ボバンはウラジーミル・プーチン大統領に、レクサスはその通訳になりすました。彼らはロシアにおける同性愛者の権利について話し合っていると主張した。ジョンはこの電話が本物であると誤解し、この問題について話し合うために自身に連絡をしたプーチンを祝福する投稿をInstagramで行った。プーチンの報道官であるドミトリー・ペスコフはこの会話が行われたことを否定したほか、プーチン本人がジョンに電話していたずらを謝罪し、2人組は「無害」であることを説明した。

## 様々な著名人へのいたずら
2015年までに、ボバンとレクサスは数多くの著名人にいたずらを行った。被害者の中にはソビエトの指導者だったミハイル・ゴルバチョフ、アメリカの政治家ジョン・マケイン、ソビエトの反体制派だったヴァレリヤ・ノヴォドヴォルスカヤ、ロシアの政治家ウラジーミル・メジンスキー、ウクライナの政治家ビタリ・クリチコ、ロシアの政治家ナタリア・ポクロンスカヤ、ロシアのバレリーナであるアナスタシア・ユリエフナ・ヴォロチコワ、ロシアのサッカー選手であるアレクセイ・パニン、ロシアの政治家であるヴィタリー・ミロノフが含まれる。

### 2016年
2016年2月、ボバンとレクサスはトルコ大統領のレジェップ・タイイップ・エルドアンにいたずらをした。その際に、ウクライナの政治家ペトロ・ポロシェンコをとアルセニー・ヤツェニュクを名乗っていた。
2016年4月より、ロシアのテレビ局NTVで毎週放送されるいたずら番組「Zvonok」の司会者を務めた。この番組はレクサスとミハイル・ゲンデレフが共同司会者であった。

### 2018年
2018年初頭にはアメリカ下院議員のアダム・シフに対していたずらを行った。ウクライナ議会の議長であるアンドレイ・パルビイを装い、ドナルド・トランプ大統領が2013年11月にモスクワを訪れた際、ミス・ユニバース2013においてロシアの歌手・モデルのOlga Buzovaにエスコートを受けたという主張を受け、問題になりうるトランプのヌード写真を持っていると語った。

### 2019年
2019年、ベネズエラ危機の間、ベネズエラ国民議会で自称・暫定大統領のフアン・グアイドをに対していたずらを行った。この際はスイス連邦大統領ウエリ・マウラーを名乗り、ニコラス・マドゥロが資産を持つという架空のスイスの銀行の口座を告げ、マドゥロの資産凍結をスイス当局に要求するように求めた。ボバンとレクサスは、アメリカのベネズエラ特別代表であるエリオット・エイブラムスにも電話をかけ、エイブラムスはアメリカによるベネズエラへの軍事行動の可能性を否定した。
2019年7月、ポロシェンコを名乗って北マケドニアの大統領ゾラン・ザエフに電話を掛けた。

### 2020年
2020年、ボバンとレクサスはグレタ・トゥーンベリとその父であると騙り、サセックス公のヘンリー王子に2回電話を掛けた。また、彼らはアメリカの政治家であるMaxine Watersや、カナダ首相のジャスティン・トルドーへの電話においてもグレタらになりすましていた。グレタらになりすました2人は、ウクライナ国際航空752便撃墜事件にも言及し、カナダに対して北大西洋条約機構（NATO）からの離脱を促した。
2020年アメリカ合衆国大統領民主党予備選挙の際、グレタを装った2人は民主党の大統領候補であるバーニー・サンダース上院議員にいたずらをおこなった
2020年1月、2人は当時の大統領候補であり、後にジョー・バイデンの副大統領候補となったカマラ・ハリスにいたずらを行った。この時もグレタとその父親を装い、2019年9月の国連会議においてドナルド・トランプと密会した際の録音データを持っており、そこでトランプがグレタに対して「決して（グレタは）目標を達成できない」と言ったと主張した。また、我々（偽グレタら）はカナダにおり、まもなくアメリカに戻る予定なので、カマラの選挙活動を助けるために録音のコピーを提供するための会議を手配すべきだと主張した。また、2人組は歌手のビリー・アイリッシュや俳優のホアキン・フェニックスにもいたずら電話を掛けている。
2020年10月、ボバンとレクサスはベラルーシの野党指導者であるスヴャトラーナ・ツィハノウスカヤになりすまし、デンマークの議員たちとビデオ会議を行った。

### 2021年
2021年4月、ボバンとレクサスはロシアの野党政治家アレクセイ・ナワリヌイの選挙運動リーダーであるレオニード・ボルコフになりすまし、ヨーロッパ各国の政治家に接近した。彼らがボルコフになりすます際にディープフェイクを使用したと報告されている が、ザ・ヴァージの取材に対して、2人はディープフェイクの使用を否定し、容姿が似た人物を使ったと述べている。
2021年7月、ボバンとレクサスは再びツィハノウスカヤと側近になりすまし、全米民主主義基金のカール・ガーシュマン会長と通話をした。ガーシュマンは騙されてしまい、「NEDは非常に多くのグループを支援しており、全国で非常に活発なプログラムがあると」と述べ、NEDはアレクセイ・ナワリヌイの首席補佐官と接触しているとも述べた。ベラルーシでの活動を担当するNEDの職員は、NEDがルカシェンコに対する抗議行動を鼓舞することに役立ったと述べた。

### 2022年
2022年11月、ポーランドでのミサイル爆発翌日の夜、エマニュエル・マクロンを騙ってポーランド大統領のアンジェイ・ドゥダと会話を行った。ドゥダのオフィスは途中でなりすましに気づき、会話を終了したと発表している。
2022年6月、Zoomを用いてJ・K・ローリングにいたずらを行った。ウクライナ大統領のウォロディミル・ゼレンスキーであると信じ込ませ、ロシアのウクライナ侵攻に関しての議論を行った。

### 2023年
2023年2月、ペトロ・ポロシェンコになりすましてアンゲラ・メルケルと通話を行った。すべての会話は公開されなかった。
2023年3月、ウォロディミル・ゼレンスキーウクライナ大統領を装って欧州中央銀行総裁のクリスティーヌ・ラガルドと英語で通話を行った。 当初から抗議があったにもかかわらずe-euroが10月にも導入される可能性があり、その計画には「コントロール」が重要な役割を果たしたと認めるように仕向けた。

## 論争
ラトビアの独立WebメディアであるMeduzaは「何らかの理由により、彼らのなりすましは常にロシア当局の利益と合致しているように思われる」と述べている。ボバンとレクサスは、チェチェン共和国の首長であるラムザン・カディロフや、ロシア正教会の首座主教キリル1世など、プーチンの味方（allies）にいたずらをすることは決してないと同サイトに語った。
ボバンとレクサスがいたずらをする相手は、ロシア連邦政府とロシアの外交政策に批判的な人、特にロシア人以外が多い。そのため、2人はロシア政府あるいはロシア連邦保安庁（FSB）のために働いているか、クレムリンの対外的な政治干渉プログラムに関与していると評されており、イギリス政府も同様の主張を繰り返している。2人組はステートアクターであることを否定しており、ボバンは「自分が誰にいたずらするかは自由であり、誰かに雇われているわけではない。しかし、友人が次の対象を提案してくることはある」と述べている。
ロシアにおいて、ボバンは「電話フーリガン」と呼ばれることがある
彼らが国営テレビ局のZvezdaの番組に参加するようになってから、ロシアのジャーナリスト兼テレビ司会者のミハイル・コズホフは、2人組のことを「私が所属する職業に対する不名誉だ」と述べている。

### YouTubeでのBANとRutubeへの移行
2022年、ロシアによるウクライナ侵攻の最中、ベン・ウォーレス英国国防長官がボバンとレクサスによるいたずら電話に応じる様子を切り取った映像が公開された。ボバンとレクサスはウクライナ首相デニス・シュミハリになりすまし、ウクライナはロシアの脅威から身を守るために独自の核抑止力を推進することを望んでいると述べた。また、2人は英国内務大臣のプリティ・パテルにも同様の電話を掛けている。このいたずらの後、英国国防省がYouTubeに対してボバンとレクサスのすべての動画を削除するように要請し、YouTubeは2022年3月26日にボバンとレクサスをBAN（追放）した。 このBAN以降、ボバンとレクサスはRutubeにチャンネルを開設してコンテンツを引き続き投稿している。